# Dimbsthal
Dimbsthal je občina v departmaju Bas-Rhin francoske regije Alzacija.
Leta 1990 je v občini živelo 235 oseb oz. 123 oseb/km².